# Carpophilus freemani
Carpophilus freemani är en skalbaggsart som beskrevs av George Edward Dobson 1956. I den svenska databasen Dyntaxa används istället namnet Carpophilus nepos. Carpophilus freemani ingår i släktet Carpophilus och familjen glansbaggar. Arten har ej påträffats i Sverige. Inga underarter finns listade i Catalogue of Life.